# Follow Your Instinct
Follow Your Instinct ist eine deutsche Urban-Pop-Band. Sie besteht aus dem Rapper Raptile und der Rapperin Lionezz. Ihren Durchbruch hatten sie 2012 mit dem Lied No Matter What They Say in Zusammenarbeit mit Samu Haber.

## Karriere
Follow Your Instinct wurde 2010 durch die Rapper Raptile, Lionezz und Viper gegründet. Als erste Single erschien 2010 der Titel Disco. 2012 veröffentlichte Follow Your Instinct die Single No Matter What They Say, die als Gastsänger Samu Haber, den Frontsänger von Sunrise Avenue, präsentierte. Der Titel konnte sich in den deutschen und österreichischen Charts platzieren. Im Februar 2013 wurde My City als Follow Your Instinct featuring Viper veröffentlicht. Die Single kam in die Top 40 der deutschen Charts und übertraf den Erfolg der Debütsingle. Im Sommer 2013 erschien die dritte Single von Follow Your Instinct als Duo. Die Stimme des Refrains trägt die rumänische Sängerin Alexandra Stan bei. Das Lied ist ein Cover des Titels Give It Up von KC and the Sunshine Band aus dem Jahre 1983. Dieser Track war der erste, der es auch in die Schweizer Charts schaffte, und entwickelte sich zum erfolgreichsten des Trios. Als B-Seite enthält die Single das Lied Girls, bei dem der US-amerikanische Sänger und Rapper Sean Kingston mitwirkt. Hohe Platzierungen wurden lediglich in den deutschen Downloadcharts erreicht.

## Diskografie

### Studioalben
- 2016: Animal Kingdom

### Singles
- 2010: Disco (als Addis feat. Follow Your Instinct)
- 2012: On the Floor
- 2012: No Matter What They Say (feat. Samu Haber)
- 2013: My City (feat. Viper)
- 2013: Baby, It’s Ok (feat. Alexandra Stan)
- 2015: Dont Wanna Go Home (feat. DJ Polique)